# チェスラー・カスバート
- チェスラー・キュスバート

チェスラー・ヘスリー・カスバート（Cheslor Jesly Cuthbert, 1992年11月16日 - ）は、ニカラグアのコーン諸島出身のプロ野球選手（三塁手、外野手）。メキシカンリーグのユカタン・ライオンズ所属。愛称はピリ（Piri）、アイランド・ボーイ（Island Boy）。

## 経歴

### プロ入りとロイヤルズ時代
2009年7月3日にカンザスシティ・ロイヤルズと契約してプロ入り。
2010年6月21日に傘下のルーキー級アリゾナリーグ・ロイヤルズでプロデビュー。7月からパイオニアリーグのルーキー級アイダホフォールズ・チュカーズでプレー。
2011年はA級ケーンカウンティ・クーガーズでプレー。
2012年はA+級ウィルミントン・ブルーロックスで124試合に出場して打率.240、7本塁打、59打点、6盗塁を記録した。オフの11月にパナマで開催された第3回ワールド・ベースボール・クラシック(WBC)予選のニカラグア代表に選出された。
2013年はA+級ウィルミントンで開幕を迎え、6月にAA級ノースウエストアーカンソー・ナチュラルズへ昇格。AA級ノースウエストアーカンソーでは64試合に出場して打率.215、6本塁打、28打点、5盗塁を記録した。オフの11月20日に40人枠入りを果たした。
2014年2月21日にロイヤルズと1年契約に合意した。3月10日にAA級ノースウエストアーカンソーへ異動した。
2015年はAAA級オマハ・ストームチェイサーズで開幕を迎えた。7月6日にメジャー初昇格を果たし、翌7日のタンパベイ・レイズとのダブルヘッダー第1試合に「8番・三塁手」で先発出場してメジャーデビューした。最終的には19試合に出場して打率.217、1本塁打、8打点、OPS0.650という打撃成績を残した。ディフェンスでは17試合で三塁の守備に就き、1失策、DRS +3という成績を記録したほか、一塁手と二塁手の守備にも各1試合ずつ就いた。また、7月にはオールスター・フューチャーズゲームに選出された。
2016年はマイク・ムスタカスが故障離脱した影響もあり、128試合に出場して規定打席に達し、打率.274、12本塁打、46打点、2盗塁という成績を残した 。三塁の守備は127試合で16失策、守備率.948、DRS -12だった。
2017年は58試合に出場して打率.231、2本塁打、18打点を記録した。
2018年は30試合に出場して打率.197、3本塁打、7打点を記録した。
2019年1月4日にカイル・ジマーとのメジャー契約に伴ってDFAとなり、10日にマイナー契約でAAA級オマハへ配属された。5月31日にメジャー契約を結んでアクティブ・ロースター入りした。オフの12月2日にノンテンダーFAとなった。

### ホワイトソックス時代
2020年1月8日にシカゴ・ホワイトソックスとマイナー契約を結んだ。7月23日にメジャー契約を結んで40人枠入りした。7月27日にDFAとなり、29日にマイナー契約となった。8月15日に再びメジャー契約を結んでアクティブ・ロースター入りした。8月19日に再びDFAとなり、21日にマイナー契約となった。レギュラーシーズン終了後の10月15日にFAとなった。結局、この年は1試合のみの出場であった。

### レッズ傘下時代
2020年12月8日にシンシナティ・レッズとマイナー契約を結び、2021年のスプリングトレーニングに招待選手として参加することになった。
2021年5月31日に自由契約となった。

### メッツ傘下時代
2021年6月2日にニューヨーク・メッツとマイナー契約を結んだ。オフの11月7日にFAとなった。

### メキシカンリーグ時代
2022年1月11日、メキシカンリーグのユカタン・ライオンズと契約を結んだ。
2025年2月3日に第6回ワールド・ベースボール・クラシック(WBC)予選のニカラグア代表に選出された。

## 詳細情報

### 年度別打撃成績
| 年 度    | 球 団    | 試 合 | 打 席 | 打 数 | 得 点 | 安 打 | 二 塁 打 | 三 塁 打 | 本 塁 打 | 塁 打 | 打 点 | 盗 塁 | 盗 塁 死 | 犠 打 | 犠 飛 | 四 球 | 敬 遠 | 死 球 | 三 振 | 併 殺 打 | 打 率 | 出 塁 率 | 長 打 率 | O P S |
| -------- | -------- | ----- | ----- | ----- | ----- | ----- | -------- | -------- | -------- | ----- | ----- | ----- | -------- | ----- | ----- | ----- | ----- | ----- | ----- | -------- | ----- | -------- | -------- | ----- |
| 2015     | KC       | 19    | 50    | 46    | 6     | 10    | 2        | 1        | 1        | 17    | 8     | 0     | 0        | 0     | 0     | 4     | 0     | 0     | 9     | 0        | .217  | .280     | .370     | .650  |
| 2016     | KC       | 128   | 510   | 475   | 49    | 130   | 28       | 1        | 12       | 196   | 46    | 2     | 0        | 1     | 2     | 32    | 0     | 0     | 96    | 14       | .274  | .318     | .413     | .731  |
| 2017     | KC       | 58    | 153   | 143   | 10    | 33    | 7        | 0        | 2        | 46    | 18    | 0     | 0        | 0     | 1     | 9     | 0     | 0     | 39    | 2        | .231  | .275     | .322     | .596  |
| 2018     | KC       | 30    | 117   | 103   | 11    | 20    | 2        | 0        | 3        | 31    | 7     | 0     | 1        | 0     | 1     | 11    | 0     | 2     | 23    | 5        | .194  | .282     | .301     | .583  |
| 2019     | KC       | 87    | 330   | 309   | 24    | 76    | 14       | 0        | 9        | 117   | 40    | 1     | 0        | 0     | 0     | 19    | 1     | 2     | 67    | 14       | .246  | .294     | .379     | .673  |
| 2020     | CWS      | 1     | 1     | 1     | 0     | 0     | 0        | 0        | 0        | 0     | 0     | 0     | 0        | 0     | 0     | 0     | 0     | 0     | 0     | 0        | .000  | .000     | .000     | .000  |
| MLB：6年 | MLB：6年 | 323   | 1161  | 1077  | 100   | 269   | 53       | 2        | 27       | 407   | 119   | 3     | 1        | 1     | 4     | 75    | 1     | 4     | 234   | 35       | .250  | .300     | .378     | .678  |

- 2020年度シーズン終了時

### 年度別守備成績
| 年 度 | 球 団 | 一塁（1B） | 一塁（1B） | 一塁（1B） | 一塁（1B） | 一塁（1B） | 一塁（1B） | 二塁（2B） | 二塁（2B） | 二塁（2B） | 二塁（2B） | 二塁（2B） | 二塁（2B） | 三塁（3B） | 三塁（3B） | 三塁（3B） | 三塁（3B） | 三塁（3B） | 三塁（3B） |
| 年 度 | 球 団 | 試 合      | 刺 殺      | 補 殺      | 失 策      | 併 殺      | 守 備 率   | 試 合      | 刺 殺      | 補 殺      | 失 策      | 併 殺      | 守 備 率   | 試 合      | 刺 殺      | 補 殺      | 失 策      | 併 殺      | 守 備 率   |
| ----- | ----- | ---------- | ---------- | ---------- | ---------- | ---------- | ---------- | ---------- | ---------- | ---------- | ---------- | ---------- | ---------- | ---------- | ---------- | ---------- | ---------- | ---------- | ---------- |
| 2015  | KC    | 1          | 0          | 0          | 0          | 0          | ----       | 1          | 1          | 0          | 0          | 0          | 1.000      | 17         | 7          | 31         | 1          | 3          | .974       |
| 2016  | KC    | -          | -          | -          | -          | -          | -          | -          | -          | -          | -          | -          | -          | 127        | 77         | 216        | 16         | 15         | .948       |
| 2017  | KC    | 6          | 19         | 1          | 1          | 2          | .952       | 3          | 4          | 1          | 0          | 1          | 1.000      | 44         | 21         | 65         | 5          | 6          | .945       |
| 2018  | KC    | 10         | 68         | 0          | 1          | 8          | .986       | -          | -          | -          | -          | -          | -          | 12         | 4          | 25         | 2          | 2          | .935       |
| 2019  | KC    | 46         | 315        | 24         | 6          | 32         | .983       | -          | -          | -          | -          | -          | -          | 40         | 22         | 54         | 7          | 5          | .916       |
| MLB   | MLB   | 63         | 402        | 25         | 8          | 42         | .982       | 4          | 5          | 1          | 0          | 1          | 1.000      | 240        | 131        | 391        | 31         | 31         | .944       |

- 2019年度シーズン終了時

### 記録
MiLB
- オールスター・フューチャーズゲーム選出：1回（2015年）

### 背番号
- 19（2015年 - 2019年）
- 36（2020年）

### 代表歴
- 2013 ワールド・ベースボール・クラシック予選 ニカラグア代表